# Brihtwold
Brihtwold (également orthographié Beorhtwald ou Berhtwald) est un prélat anglo-saxon de la première moitié du XIe siècle. Il est évêque de Ramsbury de 1005 à sa mort, survenue le 22 avril 1045.

## Biographie
Moine à l'abbaye de Glastonbury, Brihtwold est élu évêque de Ramsbury comme successeur d'Ælfric d'Abingdon, qui est élu archevêque de Cantorbéry en 995 et meurt en 1005. Ælfric semble avoir conservé les deux sièges en pluralité jusqu'à sa mort, ce qui situerait l'élection de Brihtwold en 1005 plutôt qu'en 995. Dans sa Gesta pontificum Anglorum, le chroniqueur du XIIe siècle Guillaume de Malmesbury rapporte que Brithwold se distingue par sa prodigalité vis-à-vis de Glastonbury au détriment de son évêché. Son successeur Herman argue de la pauvreté de Ramsbury pour déplacer son siège épiscopal à Old Sarum en 1075.
Brihtwold apparaît dans la Vita Ædwardi regis, une hagiographie du roi Édouard le Confesseur rédigée peu après sa mort en 1066. Ce texte rapporte une vision qu'aurait eu l'évêque sous le règne de Knut le Grand : l'apôtre Pierre lui serait apparu pour lui annoncer l'avènement futur d'Édouard et sa vie de célibat.
Brihtwold meurt le 22 avril 1045. Il est inhumé à Glastonbury. Après sa mort, il fait l'objet d'un culte local, avec une fête le 22 janvier.